# Almoster (Tarragona)
Almoster ist eine Gemeinde im Süden Kataloniens mit 1.338 Einwohnern (Stand: 2024) und liegt in der Provinz Tarragona und der Comarca Baix Camp. Neben dem Hauptort Almoster besteht die Gemeinde aus den Ortschaften Castellmoster, Picarany und Els Pontarrons. 

## Lage
Almoster liegt etwa 14 Kilometer nordwestlich vom Stadtzentrum von Tarragona in einer Höhe von ca. 290 m.

## Bevölkerungsentwicklung
| Jahr      | 1970 | 1981 | 1991 | 2001 | 2011 | 2021 |
| Einwohner | 415  | 371  | 473  | 851  | 1362 | 1322 |

## Sehenswürdigkeiten

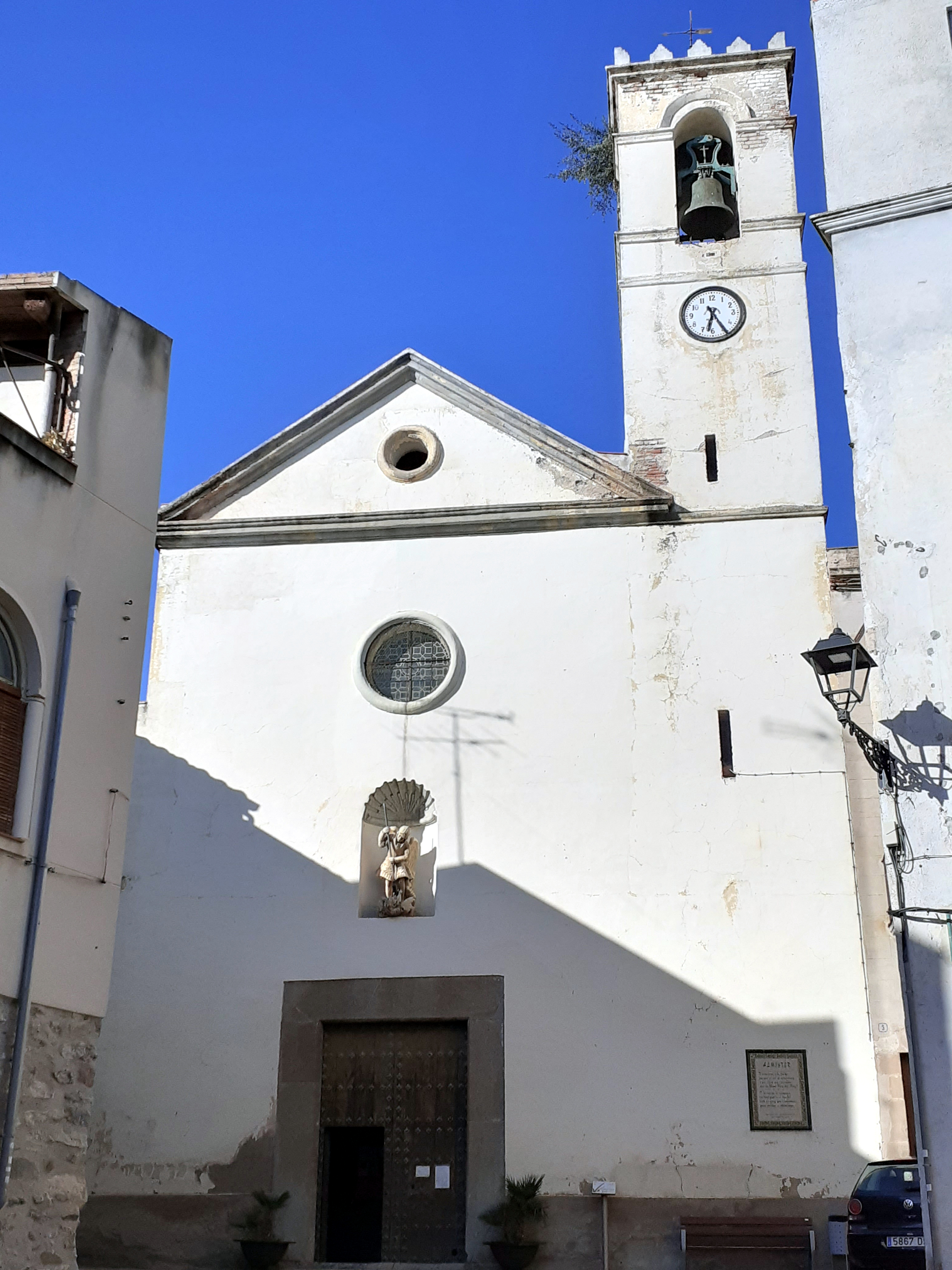
Michaeliskirche

- Michaeliskirche